# Dalbergia abbreviata
Dalbergia abbreviata är en ärtväxtart som beskrevs av William Grant Craib. Dalbergia abbreviata ingår i släktet Dalbergia, och familjen ärtväxter. Inga underarter finns listade i Catalogue of Life.